# داني هيل
داني هيل (بالإنجليزية: Danny Hill)‏ (1 أكتوبر 1974 بمنطقة أنفيلد في المملكة المتحدة - ) هو لاعب كرة قدم بريطاني في مركز الوسط. لعب مع أكسفورد يونايتد وبرمنغهام سيتي وتوتنهام هوتسبير وكارديف سيتي ونادي واتفورد وبيليريكاي تاون وداغنهام وريدبريدج.

## وصلات خارجية
- داني هيل على موقع قاعدة بيانات كرة القدم.إي يو (الإنجليزية)
- داني هيل على موقع Soccerbase.com (لاعب) (الإنجليزية)
- داني هيل على موقع عالم كرة القدم.نت (الإنجليزية)